# La Verdad (1881-1882)
La Verdad era una publicació setmanal, editada a Igualada entre 1881 i 1882.

## Descripció
Portava el subtítol Periódico democrático, defensor de los intereses de Igualada y su partido. La redacció i l'administració eren a la rambla de Sant Isidre, núm. 51, d'Igualada. L'impressor era V. Pérez, del carrer de Fontanella, núm. 11, de Barcelona.
En van sortir 24 números. El primer es va publicar el 24 de juliol de 1881 i el darrer portava la data de 25 de juny de 1882. El seu format era de 44 x 30 cm i tenia quatre pàgines a tres columnes.

## Continguts
Venia a ser la continuació de La Serenata de Igualada (1880-1881). Com la majoria de publicacions igualadines d'aquesta època, donava la màxima importància a l'article editorial, que ocupava tota la primera pàgina. També s'hi troben narracions, poesies, anècdotes de la ciutat, comentaris de la política local i moltes crítiques als altres periòdics igualadins. La majoria d'articles anaven sense signar.

## Localització
- Biblioteca Central d'Igualada. Plaça de Cal Font. Igualada (números solts).